# NIPSNAP3A
NIPSNAP3A (англ. Nipsnap homolog 3A) – білок, який кодується однойменним геном, розташованим у людей на 9-й хромосомі. Довжина поліпептидного ланцюга білка становить 247 амінокислот, а молекулярна маса — 28 467.
| 10         |  | 20         |  | 30         |  | 40         |  | 50         |
| ---------- |  | ---------- |  | ---------- |  | ---------- |  | ---------- |
| MLVLRSALTR |  | ALASRTLAPQ |  | MCSSFATGPR |  | QYDGIFYEFR |  | SYYLKPSKMN |
| EFLENFEKNA |  | HLRTAHSELV |  | GYWSVEFGGR |  | MNTVFHIWKY |  | DNFAHRTEVR |
| KALAKDKEWQ |  | EQFLIPNLAL |  | IDKQESEITY |  | LVPWCKLEKP |  | PKEGVYELAT |
| FQMKPGGPAL |  | WGDAFKRAVH |  | AHVNLGYTKL |  | VGVFHTEYGA |  | LNRVHVLWWN |
| ESADSRAAGR |  | HKSHEDPRVV |  | AAVRESVNYL |  | VSQQNMLLIP |  | TSFSPLK    |

A: Аланін

C: Цистеїн

D: Аспарагінова кислота

E: Глутамінова кислота

F: Фенілаланін

G: Гліцин

H: Гістидин

I: Ізолейцин

K: Лізин

L: Лейцин

M: Метіонін

N: Аспарагін

P: Пролін

Q: Глутамін

R: Аргінін

S: Серин

T: Треонін

V: Валін

W: Триптофан

Задіяний у такому біологічному процесі, як ацетилювання. 
Локалізований у цитоплазмі.